# Sven Erik Lund
Sven Erik Lund, folkbokförd Nils Sven Erik Lundh, född 22 september 1933 i Arvika stadsförsamling i Värmland, död 23 maj 2008 i Fränsta, Torps församling i Västernorrlands län, var en svensk målare.
Lund är som konstnär autodidakt. Hans konst består av barnmotiv och landskap med ett realistiskt uttryck i olja.
Lund är representerad i Kinda kommun.
Sven Erik Lund var son till entreprenörerna Karl Lundh (1911–2001) och Maja Lundh (1911–2011). Han var från 1959 till sin död gift med May Daun (1939–1996).